# Floris Versterstraat

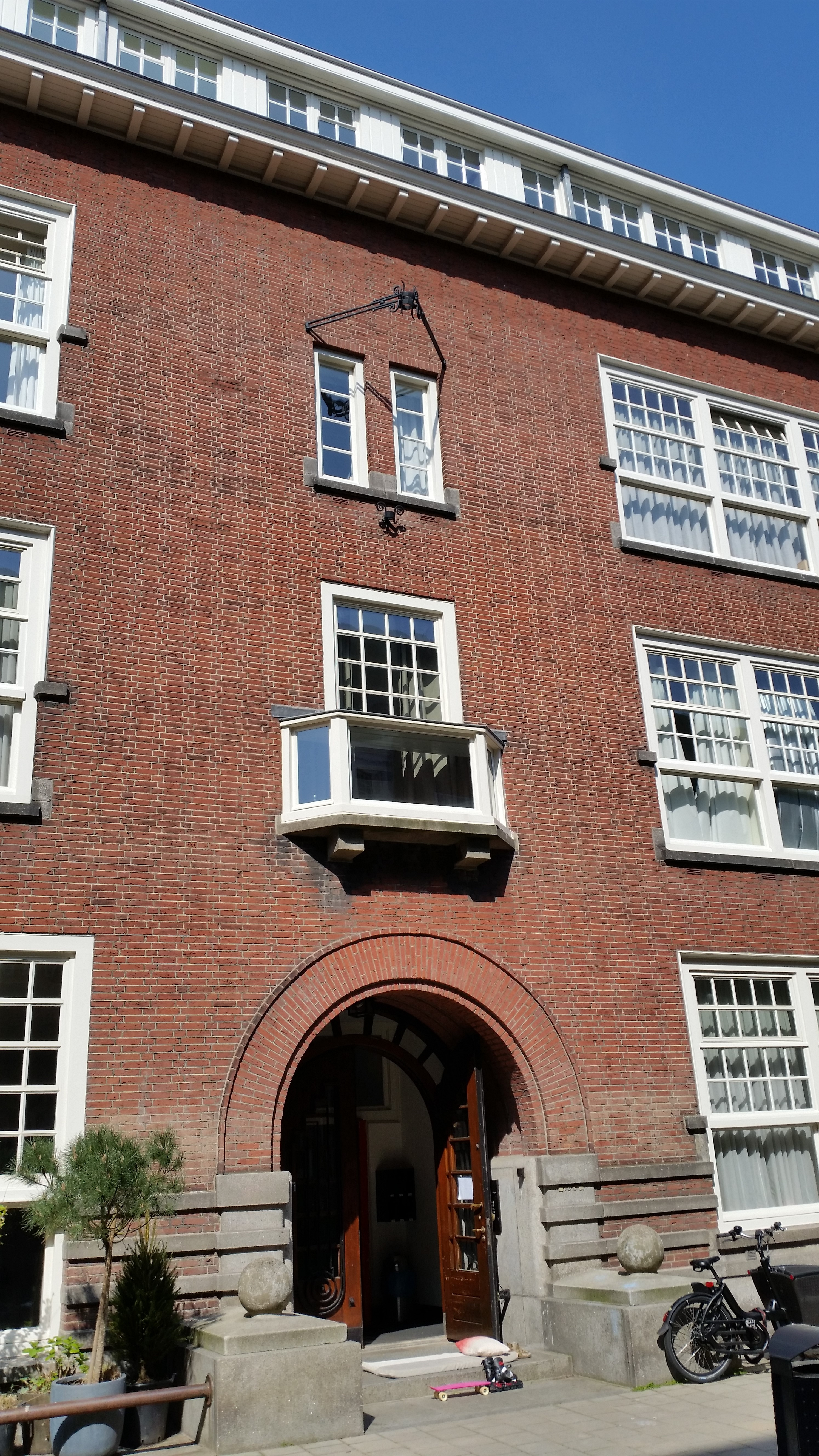
Floris Versterstraat 10-12 (april 2019)

De Floris Versterstraat is een straat in de Hoofddorppleinbuurt binnen de wijk Oud-Zuid binnen Amsterdam-Zuid.

## Geschiedenis en ligging
De straat kreeg per raadsbesluit van 23 juli 1930 haar naam, een vernoeming naar kunstschilder Floris Verster. Meerdere straten in de buurt zijn vernoemd naar kunstschilders. De straat is gelegen tussen de Wijsmullerstraat (op dezelfde dag vernoemd naar schilder Jan Hillebrand Wijsmuller) en de Haarlemmermeerstraat (vernoemd naar de Haarlemmermeer).
Persfotograaf Daan Noske (Johannes Daniel Noske, geboren Noordwelle 12 november 1902- Amsterdam, 23 maart 1972), die werkte voor ANP en Anefo, woonde enige tijd op Floris Versterstraat 15.

## Gebouwen
De straat kent aan de zuidzijde de oneven huisnummers 1 tot en met 15 (postcode 1058KL) en aan de noordzijde de even huisnummers 2 tot en met 18 (postcode 1058JM). De oneven en even zijden lijken een spiegelbeeld van elkaar. Op de hoeken staan uitlopers van woonblokken aan de Haarlemmermeerstraat; de zuidelijke hoek is gebouwd naar een ontwerp van Jordanus Roodenburgh en Herman Ambrosius Jan Baanders. In het midden van de straat staan twee scholen, waarvoor de gemeente Amsterdam grond afstond.

### Floris Versterstraat 10-12
De Floris Versterstraat 10-12 werd gebouwd door de vereniging "De Gereformeerde School" naar een ontwerp van de Amsterdamse architect Jan op ’t Land (Medemblik, 23 april 1893-Amsterdam 23 november 1942). De stijl waarin het gebouw is opgetrokken laat invloeden zien van de Amsterdamse School. De uit rode baksteen opgetrokken gevels worden op de begane grond onderbroken door banden van grijs natuursteen. Een ander kenmerk van de bouwstijl is terug te vinden in de gietijzeren ornamenten aan halfronde voordeur en de gevels. Andere opvallende kenmerken zijn de strak uitgevoerde raampartijen, die veel lichtingang beloven; ze zijn naar het zuiden gericht. Het geheel wordt afgesloten met een puntig met de nok evenwijdig aan de straat en bijna over de volle lengte een ramenrij, wederom in Amsterdamse Schoolstijl. Bij de centrale toegangsdeur liggen op plateaus twee stenen kogels van later datum; de in totaal vier plateaus dienden eerst tot plantenbakken. Het eind van de plateaus staan in het verlengde van de rooilijn van de woningen en winkels aan beide zijden van het gebouw; het schoolgebouw staat dus iets teruggetrokken van die lijn.
De aanbesteding vond plaats in 1931, waarna er gebouwd kon worden aan een gebouw met zeven klassen, een lokaal voor handenarbeid en een gymnastieklokaal. In de loop der jaren wijzigde de school steeds van naam, totdat het aanbod van leerlingen te klein werd. In 2015 werd het geheel omgebouwd tot appartementencomplex.
Het gebouw is sinds 28 augustus 2009 een gemeentelijk monument.

### Floris Versterstraat 11
Een jaar eerder was er een aanbesteding door de Nederlands Hervormde Gemeente te Sloten. De bestuurlijke gemeente Sloten, eerder beheerder van de terreinen hier, was in 1921 geannexeerd door Amsterdam. De Hervormde Gemeente schreef een aanbesteding uit op 18 december 1930 om een schoolgebouw voor lager onderwijs met gymnastieklokaal te bouwen naar een ontwerp van architect Gustaaf Adolf Roobol. Roobol, ontwierp vaker voor de hervormde gemeente, kwam met een gebouw in een verstrakte vorm van de Amsterdamse School. Daar waar de overkant grote raampartijen aan de straat kreeg, waren de grote vensters van deze school juist niet aan de straatkant. Een overeenkomst is dan weer de hoogste ramenrij, ook hier in een overstek geplaatst en hier niet met teruggetrokken rooilijn ten opzichte van de buurpanden. Het gebouw wordt gekenmerkt door een bakstenen gevel met de natuurstenen plint. Boven de toegangsdeur is te lezen:
Der Ned. Hervormde gem. te Sloten N.H.
Christelijk Lager Onderwijs.
Die aanduiding ging langere tijd schuil achter borden welke aangaven welke school er gevestigd was, maar kwamen na de ombouw tot een appartementencomplex, ook in 2015, weer naar voren. Er is voor dit gebouw een status als gemeentelijk monument aangevraagd, maar dat werd niet verleend.

## Afbeeldingen

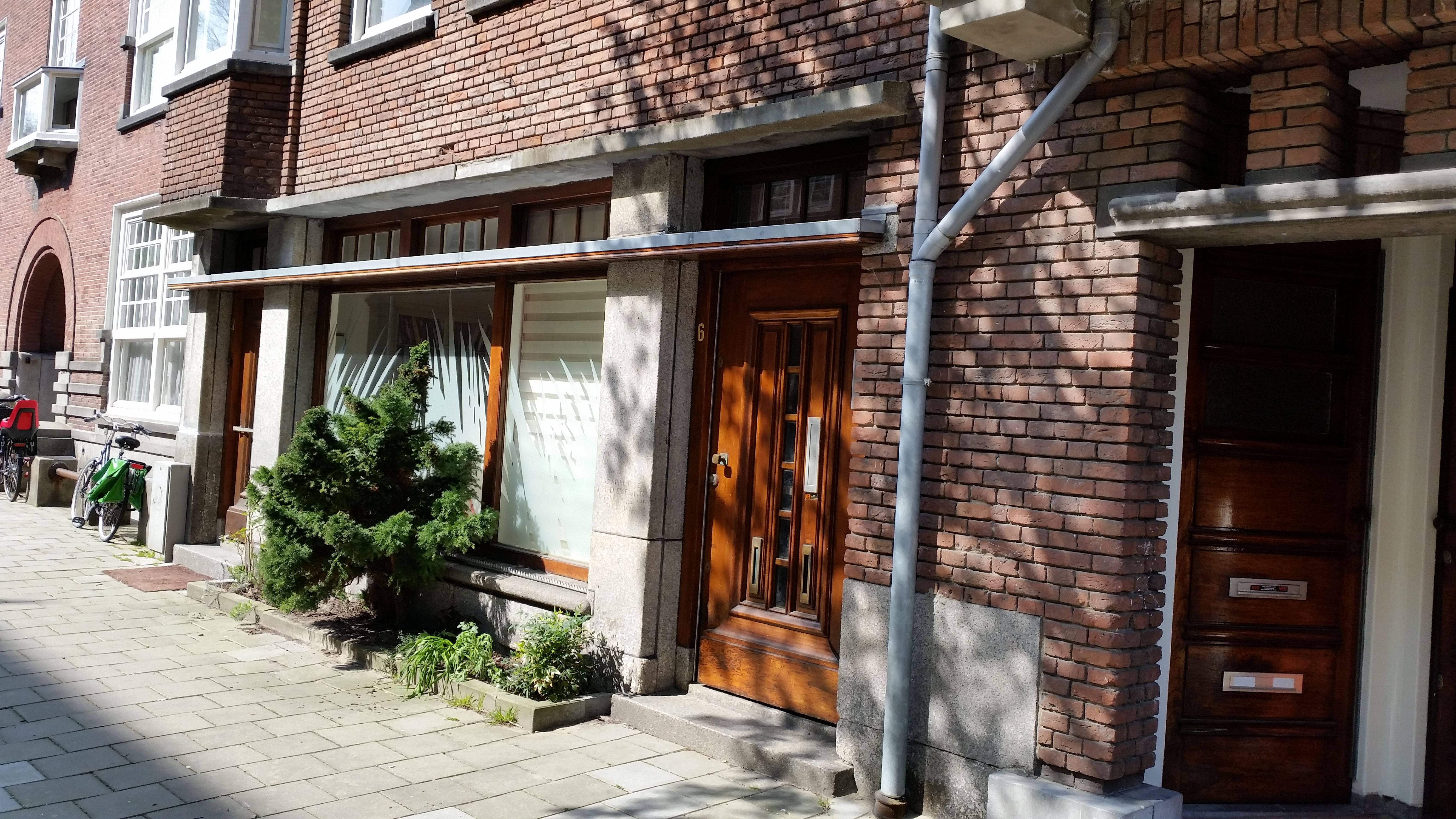
De pui van Floris Versterstraat 6 (april 2019)
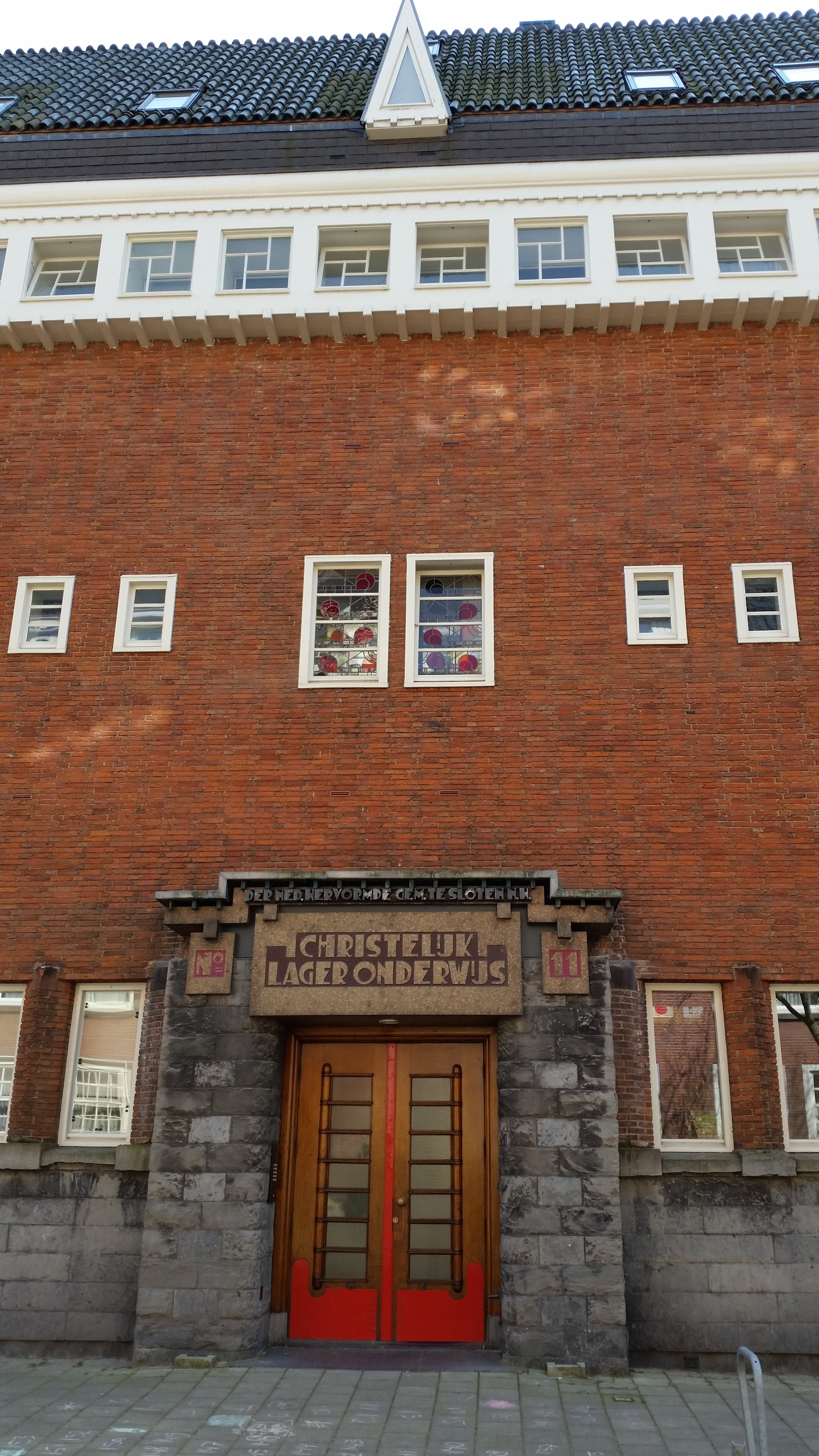
Floris Versterstraat 11 (april 2019)